# 艾什爾里派
艾什尔里派（阿拉伯语：‎ al-ʾAšʿarīyya or ‎ ）逊尼派伊斯兰教中最重要的神学学派，建立了基于神职人员的正统教义方针，由阿拉伯神学家艾什尔里建立。知名艾什尔里派有安萨里。